# Сионко, Либор
Ли́бор Си́онко (чеш. Libor Sionko; род. 1 февраля 1977, Острава) — чешский футболист, полузащитник.

## Карьера
Либор Сионко за свою карьеру успел поиграть за многие клубы Западной Европы. Первые успехи пришли к нему со «Спартой», когда его клуб дважды (в 1999/00 и 2003/04) вышел из группового этапа Кубка УЕФА. Из-за проблем с контрактом Сионко покинул Прагу, присоединившись в феврале 2004 году к австрийскому клубу «ГАК». Он помог клубу из Штирии завоевать первое золото австрийского чемпионата. Также его команда в четвёртый раз выиграла национальный кубок.
После заметного успеха и перехода в столичный клуб «Аустрия» Либор был одним из организаторов успеха в Кубке УЕФА 2004/05, когда венский клуб пробился в четвертьфинал. В 2006 году Сионко перешёл по закону Босмана в шотландский «Рейнджерс», отметившись голом в первом же матче. В июле 2007 года «Рейнджерс» согласовали трансфер Сионко с датским чемпионом, клубом «Копенгаген». С новым клубом игрок подписал двухлетний контракт. На новом месте Сионко так понравилось, что он публично назвал Копенгаген своим «вторым домом».
В августе 2012 года Либор Сьонко в возрасте 35 лет принял решение завершить выступления на профессиональном уровне.

## Международная карьера
В составе национальной сборной Чехии провёл более 40 матчей. Выступал на чемпионате мира 2006 года и чемпионате Европы 2008 года. Также играл за юношеские сборные различных возрастов. Участник чемпионата Европы до 21 года 2000 года (2-е место), Олимпиады-2000.

## Достижения
- Чемпион Чехии: 1999/00, 2000/01, 2002/03, 2009/10
- Чемпион Австрии: 2003/04, 2005/06
- Обладатель Кубка Австрии: 2003/04
- Чемпион Дании: 2008/09